# Gare de Piliscsaba
La gare de Piliscsaba (en hongrois : Piliscsaba vasútállomás) est une halte ferroviaire hongroise, située à Piliscsaba.